# Левінія
Леві́нія (Lewinia) — рід журавлеподібних птахів родини пастушкових (Rallidae). Представники цього роду мешкають в Південній і Південно-Східній Азії та в Австралазії.

## Види
Виділяють чотири види:
- Пастушок рудоголовий (Lewinia striata)
- Левінія лусонська (Lewinia mirifica)
- Левінія австралійська (Lewinia pectoralis)
- Левінія маорійська (Lewinia muelleri)

## Етимологія
Рід Lewinia був названий на честь англійського гравера і натураліста Джона Левіна.